# Epinannolene ornata
Epinannolene ornata är en mångfotingart som beskrevs av Chamberlin 1918. Epinannolene ornata ingår i släktet Epinannolene och familjen Epinannolenidae. Inga underarter finns listade i Catalogue of Life.